# Движенець
Движенець (рос. Движенец) — селище у Кусинському районі Челябінської області Російської Федерації.
Входить до складу муніципального утворення Кусинське міське поселення. Населення становить 42 особи (2010).

## Історія
Від 1940 року належить до Кусинського району Челябінської області.
Згідно із законом від 9 червня 2004 року органом місцевого самоврядування є Кусинське міське поселення.

## Населення
| 2002 | 2010 |
| ---- | ---- |
| 61   | ↘42  |